# Praia Gonçalo
Praia Gonçalo é uma aldeia e praça que fica na zona nordeste da ilha do Maio, em Cabo Verde. Tem 67 habitantes (censo de 2010). Pilão Cão  esse cerca 18 km este do capital da ilha e nordeste de Calheta do Maio.
O único clube de futebol na aldeida este Santa Clara, uma clube novoso da ilha.